# Keles
Keles là một huyện thuộc tỉnh Bursa, Thổ Nhĩ Kỳ. Huyện có diện tích 657 km² và dân số thời điểm năm 2007 là 15959 người, mật độ 24 người/km².